# Beatrice Berrut
Beatrice Berrut, née le 19 avril 1985 à Genève, est une pianiste classique et compositrice suisse, originaire du canton du Valais.

## Biographie
Cette section ne s'appuie pas, ou pas assez, sur des sources secondaires ou tertiaires indépendantes du sujet. Le texte peut contenir des analyses inexactes ou inédites de sources primaires.
Pour l'améliorer, ajoutez-en, ou placez des modèles {{Source secondaire souhaitée}} ou {{Source secondaire nécessaire}} sur les passages mal sourcés. (septembre 2022)
Beatrice Berrut naît Béatrice Berrut le 19 avril 1985 à Genève, de parents valaisans. Sa mère, Danielle, bonne pianiste, enseigne l'allemand et écrit des nouvelles, tandis que son père est médecin et cinéaste. Elle a une sœur cadette, qui joue du violon,. Elle supprime l'accent aigu de son prénom par passion pour la culture allemande.  
Elle se rattache à la tradition de l’école russe de piano de Heinrich Neuhaus, s’étant formée auprès de Galina Iwanzowa à Berlin, d’Esther Yellin à Zurich et de Brigitte Engerer à Paris. Elle a été grandement influencée dans son développement artistique par ses rencontres avec Menahem Pressler, Leon Fleisher, Miriam Fried et György Sándor, élève de Béla Bartók.
Elle grandit à Monthey et commence le piano à l’âge de 8 ans et ses études la mènent au Conservatoire de Lausanne, puis à la Fondation Heinrich Neuhaus de Zurich. Elle se perfectionne par la suite à la Hochschule für Musik Hanns Eisler de Berlin et à la Royal Irish Academy of Music de Dublin avec John O'Conor, élève de Wilhelm Kempff.
Elle a joué de la guitare basse dans un groupe de rock et pris pendant plusieurs années de leçon de pilotage pour surmonter sa peur de l'avion.
En 2022, elle lance un festival de musique classique à Monthey, intitulé Les Ondes.
Elle est mariée.

## Concerts
Ses concerts l’ont menée dans des salles et festivals principaux d’Europe, tels la Philharmonie de Berlin, le Konzerthaus de Berlin, le Palais des beaux-arts de Bruxelles et le Victoria Hall de Genève. Elle s’est produite aux États-Unis (Festival de Ravinia (en), Collège Columbia de Chicago et lors des Myra Hess Memorial Concerts au Chicago Cultural Center), et également en Argentine et au Costa Rica, en compagnie d’orchestres majeurs.

## Musique de chambre
Beatrice Berrut a été invitée par Gidon Kremer, pour plusieurs concerts à son festival de Bâle les Muséiques en 2005. Elle s’est également produite avec Itzhak Perlman lors de son festival aux Hamptons (NY) en 2011, ou avec des artistes comme Frans Helmerson, Mihaela Martin et Shlomo Mintz.

## Radio et télévision
Beatrice Berrut a joué et est apparue dans bon nombre d’émissions de radio, sur France Musique, dans l'émission Vertigo avec Pierre Philippe Cadert sur RTS La Première, sur la Radio suisse romande Espace 2, sur le Bayerischer Rundfunk, ou encore dans « Music Matters » sur la BBC Three et à de nombreuses reprises sur les radios canadiennes et américaines (WFMT de Chicago, CKWR (en)). Elle était l'invitée principale des Salons de Musique op.12 de Arte Live Web. Elle s’est produite sur le plateau de l’émission Cadences de la RTS Deux ainsi que pour la Radiotelevisione svizzera di lingua italiana et les chaînes allemandes ZDF et TV Berlin (de).

## Prix et distinctions
Beatrice Berrut est la lauréate suisse du Concours Eurovision des jeunes musiciens 2002. En 2006, elle reçoit le prix Jean Clostre de la Société des Arts de Genève, puis en 2009 le prix spécial Johann Sébastian Bach du concours international de piano de Wiesbaden, décerné par les éditions Breitkopf & Härtel. En 2010, l’État du Valais lui octroie la bourse triannuelle Musique Pro. En 2011, elle reçoit le prix « Revelaciòn » de l’Association des critiques musicaux argentins, et en 2014 le prix d'encouragement de l'État du Valais. 
Son CD Bach figure dans le "top ten" des enregistrements 2015 de la NDR[réf. nécessaire].

## Critiques et références
L’album dédié à l’intégrale des sonates pour piano de Robert Schumann, paru sous le label Centaur Records (en) a été salué par la presse internationale. Ainsi le magazine Fanfare parle « d’un premier enregistrement très impressionnant (…), aussi expressif que la version d’Horowitz », l'American Record Guide parle, lui, « d’un excellent enregistrement, d’une compréhension intégrale de la musique de Schumann », alors que la revue d’art canadienne Worldcomnews loue « un résultat exceptionnel, où le toucher et l’expression donnent aux sonates de Schumann un son unique et inspirant. » La presse suisse reconnaît, de son côté, « sa fougue, sa sonorité à couper le souffle » (Tribune de Genève), « un disque plus qu’enthousiasmant » (Scènes Magazine) ou encore « son agilité féline » (La Liberté). 
Sa tournée en Argentine a été saluée par La Nación (Argentine) et la Tribuna Musical de Buenos Aires comme une « révélation ». L'Irish Times la décrit comme donnant une "performance particulièrement transcendante (...) Ses transcriptions de Bach par Busoni s'épanouissaient calmement dans de multiples couches de génie et de beauté (…). Peu importe que Busoni défie la logique, ce qui transparaissait sans cesse du jeu de Batrice Berrut c'était la pure beauté de la musique et le raffinement et la sobre profondeur émotionnelle de Bach…"
Depuis 2014, elle est une des Artistes Bösendorfer.

## Discographie
- Beethoven Sonate op.31 no.3, Schumann Fantaisie en do majeur op.17, Liszt Vallée d’Obermann, 2003, AMIE/Accord[31]
- Centaur Records (en) 2011 : Schumann complete piano sonatas[32]
- Fuga Libera : A Century of Russian Colours; œuvres russes pour piano et violoncelle avec Camille Thomas[33].
- Lux æterna, 2015, Aparté – Visions of Bach; transcriptions par Ferruccio Busoni de pièces de Johann Sebastian Bach. Œuvres de Thierry Escaich
- Métanoïa, 2017, Aparté – œuvres pour piano de Franz Liszt
- Athanor, 2018, Aparté – œuvre pour piano et orchestre de Franz Liszt avec le Czech National Symphony Orchestra sous la direction de Julien Masmondet
- Liszt, 2021, Printemps des arts de Monte-Carlo[34]
- Jugendstil, 2022, La Dolce Volta – Mahler, Schönberg, Beatrice Berrut, piano[6]